# Micfalău
Micfalău (węg. Mikóújfalu) – wieś w Rumunii, w okręgu Covasna, w gminie Micfalău. W 2011 roku liczyła 1805 mieszkańców.